# 八郎潟郵便局
八郎潟郵便局（はちろうがたゆうびんきょく）は、秋田県南秋田郡八郎潟町にある郵便局。民営化前の分類では集配特定郵便局であった。

## 概要
住所：〒018-1699 秋田県南秋田郡八郎潟町一日市48
秋田県の郵便業務開始となる1872年8月4日（明治5年7月1日）に開設された郵便局の1つ。同日開設された他の郵便局は火災や天災、廃棄や処分、郵便局自体の廃止などの理由により、開設時からの書類等が残されていないが、八郎潟郵便局は開設時からの書類等がすべて残されている。これらの書類等は秋田県の郵便の歴史を知る上で貴重な資料となっている。

## 沿革
- 1872年8月4日（明治5年7月1日） - 一日市（ひといち）郵便取扱所として開設。
- 1875年（明治8年）1月1日 - 一日市郵便局（五等）となる[2]。
- 1885年（明治18年）10月1日 - 貯金取扱を開始。
- 1896年（明治29年）7月1日 - 為替取扱を開始[3]。
- 1900年（明治33年）2月1日 - 小包郵便取扱を開始[4]。
- 1921年（大正10年）2月16日 - 電信および電話通話事務を開始[5]。同日、南秋田郡一日市村にある五城目電信取扱所から電報配達事務を移管[6]。
- 1933年（昭和8年）
  - 6月16日 - 電話規則による電話事務を開始[7]。
  - 12月26日 - 電話交換業務を開始[8]。
- 1969年（昭和44年）2月23日 - 電話交換および和文電報配達業務を五城目電報電話局に移管[9]。
- 1971年（昭和46年）5月15日 - 八郎潟郵便局に改称[10]。
- 2007年（平成19年）10月1日 - 民営化に伴い、併設された郵便事業秋田支店八郎潟集配センターに一部業務を移管。
- 2012年（平成24年）10月1日 - 日本郵便株式会社発足に伴い、郵便事業秋田支店八郎潟集配センターを八郎潟郵便局に統合。

## 取扱内容
- 郵便、印紙、ゆうパック、チルドゆうパック、内容証明、国際郵便
- 貯金、為替、振替、振込、国債、財形定額貯金
- 生命保険、バイク自賠責保険、がん保険
- ゆうちょ銀行ATM
- 南秋田郡八郎潟町内全域（〒018-16xx）の集配業務

## 周辺
- 八郎潟
- 北都銀行八郎潟支店
- 湖東3町商工会八郎潟事務所
- 一日市神社
- 秋田県道219号三倉鼻五城目線（=重複秋田県道298号道村大川線）
  - 国道7号

## アクセス
- JR奥羽本線 八郎潟駅から徒歩約11分
- 秋田中央交通バス 上町停留所下車
- 秋田自動車道 五城目八郎潟ICから南西へ約2km
- 駐車場あり：5台